# Thomas Cook Group
Thomas Cook Group, «То́мас Кук Груп» — британская туристическая компания. Образовалась в результате слияния нескольких туристических компаний, старейшей из них (и старейшей в мире) была Thomas Cook & Son. На начало 2019 года была одним из крупнейших туроператоров в мире. 23 сентября 2019 года было объявлено о банкротстве компании и начале её принудительной ликвидации.

## История
Thomas Cook ведёт историю с 1841 года, являясь первой туристической компанией в мире; основана Томасом Куком, изобретателем организованного туризма. Первое путешествие, организованное Томасом Куком в 1841 году, было всего на 12 миль из Лестера в соседний город Лафсборо. С 1855 году он начал предлагать туры в Европу, с 1866 года — в США, с 1871 года — в другие части света; туры впервые в истории включали проезд, проживание и питание. В 1865 году был открыт офис в Лондоне, с 1874 года его филиал в Нью-Йорке начал выдавать клиентам циркулярные записки (англ. Cook’s Circular Note), предшественники дорожных чеков. Thomas Cook & Son, как компания начала называться после того, как в 1871 году сын Томаса, Джон Мэйсон Кук, стал партнёром, была официальным туристическим агентством первых современных Летних Олимпийских игр 1896 года в Афинах.
В 1928 году внуки основателя были вынуждены продать компанию бельгийской Compagnie Internationale des Wagons-Lits (известной как оператор Восточного экспресса). В 1948 году была национализирована британским правительством и стала частью Британской транспортной холдинговой компании. В 1972 году была приватизирована и выкуплена консорциумом из Midland Bank, Trust House Forte и ассоциацией автомобилистов. В этот же период американские операции были отделены в компанию Thomas Cook Travel Inc., которая функционировала независимо от британской компании и использовала бренд Thomas Cook по лицензии; после поглощения в 1994 году American Express эта компания перестала существовать.
В 1990 году компания Thomas Cook приобрела бизнес по розничному обмену валют компании Deak International, став крупнейшим в мире оператором в этой сфере. В 1992 году компания была куплена консорциумом из третьего крупнейшего банка Германии Westdeutsche Landesbank и LTU Group, крупнейшей чартерной авиакомпании Германии. В 1994 году у Barclays была куплена дочерняя компания по операциям с дорожными чеками. В 1999 году компания Thomas Cook приобрела туристическое подразделение американской компании Carlson Leisure Group, но через два года сама оказалась поглощённой германской компанией Condor & Neckermann; её название было изменено на Thomas Cook AG, а финансовое подразделение было продано компании Travelex.
19 июня 2007 года Thomas Cook купила MyTravel Group примерно за $5,5 млрд, в результате чего образовалась Thomas Cook Group. Компания MyTravel Group была основана в 1972 году и до 2002 года носила название Airtours, в 1994 году поглотила Scandinavian Leisure Group, а в 1996 году — Simon Spies Holding и, таким образом, имела значительное присутствие в странах Скандинавии.
В 2015 году стратегическим инвестором компании стал зарегистрированный в Гонконге международный конгломерат Fosun International.
В мае 2019 года компания в третий раз за год объявила о нарастании убытков в связи с ростом цен на горючее, расценок отелей, а также процентных ставок по большому долгу компании. В августе было достигнуто соглашение о передаче туристического бизнеса подразделению Fosun Tourism, а авиакомпании — банкам-кредиторам. Но в сентябре оказалось, что этого недостаточно и компании нужно ещё £200 млн. 22 сентября 2019 года состоялась встреча представителей компании с кредиторами, но соглашение достигнуто не было, и 23 сентября было объявлено о банкротстве компании и начале её принудительной ликвидации. Британское управление гражданской авиации сообщило, что туроператор «прекратил платежи, что привело к немедленному результату». Крах компании привёл к крупнейшей со времён Второй мировой войны репатриации британских граждан, охватившей более 150 тысяч туристов.

## Собственники и руководство
В 2019 году крупнейшим акционером стал Fosun International и его глава Го Гуанчан, после нескольких вливаний капитала (в сумме на 900 млн фунтов) в обмен на акции ему принадлежал пакет в 18,1 %. В Великобритании ему также принадлежит футбольный клуб премьер-лиги Вулверхэмптон Уондерерс и гостиничная сеть Club Med.
- Франк Мейсман (Frank Meysman) — неисполнительный председатель совета директоров компании с 2011 года; ранее был на руководящих постах в таких компаниях, как Procter & Gamble, Douwe Egberts, Sara Lee Corporation, JBC N.V. По национальности — бельгиец[2].
- Петер Фанкхаузер (Peter Fankhauser) — главный исполнительный директор с 2014 года; ранее занимал такой же пост в германском туроператоре LTU Group. По национальности — швейцарец[2].

## Деятельность
Основными регионами деятельности были Германия, Великобритания и страны Скандинавии. Компания состояла из двух подразделений:
- групповые туры — под торговыми марками Neckermann и Thomas Cook, а также Tjäreborg (Финляндия), Spies (Дания) и Ving (Норвегия и Швеция); отели под собственными брендами были в Германии, Австрии, Хорватии, Италии, Болгарии, Греции, Турции, Кипре, Испании, Португалии, Канарских островах, Марокко, Тунисе, Египте, ОАЭ, Мальвских островах и Таиланде; оборот 7,4 млрд фунтов.
- авиакомпании — Condor и Thomas Cook Airlines, в сумме им принадлежало около 100 самолётов, объём перевозок составлял 20 млн пассажиров в год; оборот 3,5 млрд фунтов.

|                        | 2007  | 2008  | 2009  | 2010  | 2011   | 2012   | 2013   | 2014   | 2015  | 2016  | 2017  | 2018   |
| ---------------------- | ----- | ----- | ----- | ----- | ------ | ------ | ------ | ------ | ----- | ----- | ----- | ------ |
| Оборот                 | 6,405 | 8,167 | 9,269 | 8,890 | 9,809  | 9,195  | 9,315  | 8,588  | 7,834 | 7,810 | 9,006 | 9,584  |
| Чистая прибыль         | 0,151 | 0,044 | 0,010 | 0,003 | -0,518 | -0,441 | -0,213 | -0,115 | 0,019 | 0,001 | 0,009 | -0,163 |
| Активы                 | 5,817 | 7,018 | 7,016 | 6,901 | 6,690  | 5,907  | 6,285  | 5,794  | 5,958 | 6,943 | 6,605 | 6,569  |
| Собственный капитал    | 2,121 | 2,009 | 1,720 | 1,743 | 1,183  | 0,458  | 0,548  | 0,239  | 0,315 | 0,326 | 0,256 | 0,291  |
| Сотрудников, тыс. чел. | 31    | 31    | 31    | 31    | 31,10  | 32,25  | 26,45  | 22,67  | 21,81 | 21,94 | 21,79 | 21,26  |

Примечание. Данные на 30 сентября, когда компания заканчивала финансовый год.

### Thomas Cook в России
В ноябре 2010 года было объявлено о создании совместного предприятия между Thomas Cook и российской туристической компанией «Интурист». По условиям соглашения, российская компания внесёт в СП свой туроператорский бизнес и бизнес по продажам, а британская — $45 млн. Также Thomas Cook получила опцион на выкуп доли «Интуриста» в СП в течение пяти лет.
15 марта 2019 года стало известно, что Thomas Cook начал переговоры о покупке российского туроператора «Библио-Глобус». Сделка по покупке компанией Thomas Cook Group 100 % доли крупнейшего российского туристического оператора «Библио-Глобус» состоялась 22 марта 2019 года, стоимость сделки — $10 млн, но при достижении целевых показателей выплаты могут составить $150 млн.

## Томас Кук в культуре и искусстве
В первых строфах стихотворного памфлета Маршака «Мистер Твистер» даётся описание деятельности туристической компании Томаса Кука:

Есть за границей контора Кука.

Если вас одолеет скука

И вы захотите увидеть мир —

Остров Таити, Париж и Памир, —

Кук для вас в одну минуту

На корабле приготовит каюту,

Или прикажет подать самолёт,

Или верблюда за вами пришлёт,

Даст вам комнату в лучшем отеле,

Тёплую ванну и завтрак в постели.

Горы и недра, север и юг,

Пальмы и кедры покажет вам Кук…